# Stephan Bibrowski
Stephan Bibrowski, conocido como Lionel, el Hombre León (1890/1891-1932), fue un artista de origen polaco afectado de hipertricosis que fue exhibido como fenómeno con gran éxito a principios del siglo XX.

## Biografía
Nacido cerca de Varsovia en 1890 o 1891, sus padres y seis hermanas eran normales pero él nació con un largo y suave lanugo dorado por todo el cuerpo. Físicamente, era como la versión masculina de otro fenómeno humano mucho menos conocido pero contemporáneo suyo, la "Chica Lanosa de Minnesota", Alice Elizabeth Doherty. Con cuatro años, sus padres lo entregaron a Meyer, un empresario del espectáculo que lo exhibía en el Panoptikum de Berlín, un gran parque de atracciones a las afueras de la ciudad. En 1901 llegó a Estados Unidos contratado por el Barnum & Bailey Circus, donde se aseguraba que su aspecto se debía a la impresión sufrida por su madre embarazada al ver cómo un león atacaba a su esposo domador.
En 1904 participó en la gira mundial del circo sustituyendo a su anterior estrella peluda recién fallecida, Jo-Jo, el Hombre con cara de perro. Fue examinado por prestigiosos doctores y cuando su contrato terminó, regresó al Panoptikum de Berlín. En 1910 fue exhibido en la Feria de Primavera de Basilea, obteniendo gran popularidad.
En 1923 regresó a Estados Unidos al aceptar la más que generosa propuesta de 500 dólares semanales por vivir y exhibirse en Coney Island. Lionel era culto, hablaba varios idiomas y además era divertido y un gran showman que siempre dejaba a sus espectadores encantados con su conversación y demostraciones de fuerza. Le gustaba practicar deporte y mostraba un físico atlético, lo que unido a su larga y cuidada melena rubia, le valió la admiración del público femenino. Después de una exitosa carrera, Lionel se retiró a finales de los años 20 y regresó a Alemania, muriendo de un infarto en un hospital de Berlín en 1932.